# アイゾメヤドクガエル
アイゾメヤドクガエル（藍染矢毒蛙、Dendrobates tinctorius）は、ヤドクガエル科ヤドクガエル属に分類されるカエル。

## 分布
ガイアナ、スリナム、ブラジル北部、フランス（仏領ギアナ）

## 形態

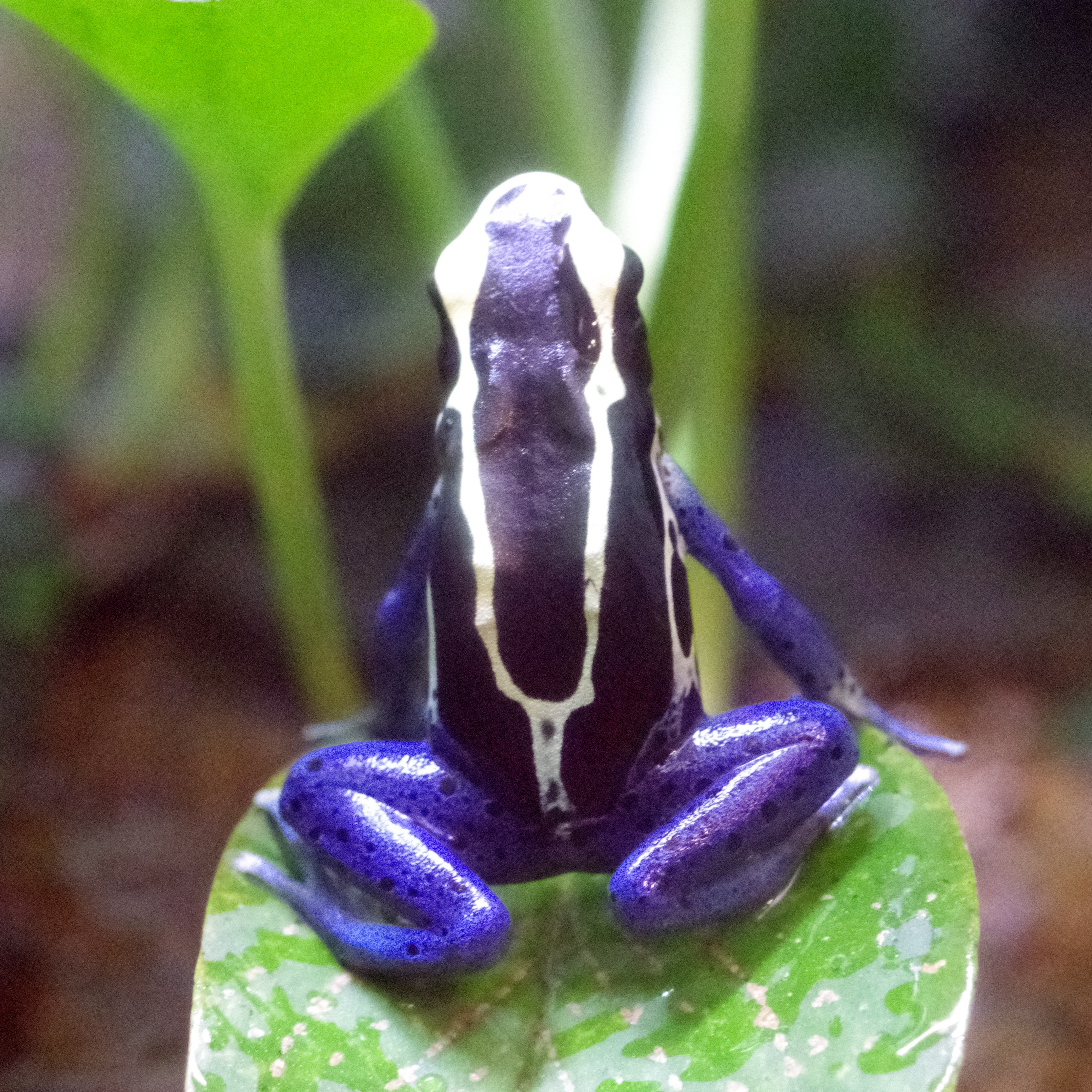
背面の模様

最大体長5cmとヤドクガエル属でも最大級。飼育下では体長6cmにもなることもある。黄色、黒、四肢が黒い斑点の入った藍色の体色が一般的だが、体色には数多くの地域変異がある。種小名tinctoriusは「染色用の」の意で、英名のdyeingと同義であり、原住民が緑色のオウムの羽毛を別の色に染めるためにこのカエルの毒を用いるという言い伝えに由来する。

## 生態
熱帯雨林等に生息する。主に林床に生息する。
食性は動物食で、主にアリを食べる。
繁殖形態は卵生で、落ち葉の下等に1回に8-10個の卵を生む。孵化した幼生は背中に乗せて水場へ運ぶ。

## 人間との関係
開発による生息地の減少や、ペット用の採集等により生息数は減少している。
ペットとして飼育されることもあり、日本にも輸入されている。飼育下での繁殖例も多く、繁殖個体が多く流通する。テラリウムで飼育される。腐葉土やヤシガラ土等の湿度を保つことのできる床材を入れ、地表を苔等で覆う。性質が臆病なため、物陰に隠れてしまうことが多くやや観賞し辛い面がある。隠れ家として流木や観葉植物等を植え込む。観葉植物は湿度の維持にも役立つ。大型種のため一般的に餌として用いられるショウジョウバエだけではなくコオロギの若齢幼虫も餌として用いることができる。長期飼育された個体や飼育下繁殖個体は毒を持たないとされるがなるべく素手では持たないようにし（カエルの側からしても人間の体温は高温過ぎるので直に触れる行為は望ましくない）、万が一素手で触ってしまった場合はすぐに手を洗うようにする。